# Huub Roelvink
Hubertus Leonardus Johannes (Huub) Roelvink (Den Haag, 4 september 1930 − aldaar, 3 maart 2018) was een Nederlands rechtsgeleerde en raadsheer en vicepresident bij de Hoge Raad der Nederlanden.

## Loopbaan
Roelvink behaalde zijn rechtenbul aan de Rijksuniversiteit Leiden in 1954. Hij werkte van 1962 tot 1981 als advocaat en bedrijfsjurist. In de jaren 1980-1981 was hij voorzitter van de Nederlandse Orde van Advocaten. Van 25 november 1981 tot 1 oktober 1996 was hij raadsheer bij de Hoge Raad der Nederlanden; daarna was hij vanaf die laatste datum tot 1 oktober 2000 vicepresident van de Hoge Raad. Hij was tevens tweede vicepresident van het Gerechtshof van de Benelux.
Roelvink publiceerde tientallen rechtsgeleerde artikelen waarbij hij rechterlijke uitspraken becommentarieerde. In 1994-1995 was hij voorzitter van de Nederlandse Juristen-Vereniging.
Huub Roelvink, ridder in de Orde van de Nederlandse Leeuw en officier in de Orde van Oranje-Nassau, overleed in 2018 op 87-jarige leeftijd, vijf dagen na zijn echtgenote, met wie hij verscheidene kinderen kreeg.